# Pampa Churo
Pampa Churo (auch: Pampa Churu) ist eine Ortschaft im Departamento Potosí im südamerikanischen Andenstaat Bolivien.

## Lage im Nahraum
Pampa Churo liegt in der Provinz Rafael Bustillo und ist der zweitgrößte Ort im Cantón Nueva Colcha im Municipio Chayanta. Die Ortschaft liegt auf einer Höhe von 3727 m am Ufer des Río Kkota Kkota, der wenige Kilometer flussabwärts in südwestlicher Richtung in den Río Charca mündet.

## Geographie
Pampa Churo liegt am Nordwestrand der bolivianischen Cordillera Central. Das Klima der Region ist ein typisches Tageszeitenklima, bei dem die mittleren Temperaturschwankungen im Tagesverlauf deutlicher ausfallen als im Jahresverlauf.
Die langjährige Durchschnittstemperatur in der Tallage beträgt 13 °C (siehe Klimadiagramm Caripuyo) und schwankt zwischen 9 °C im Juni/Juli und mehr als 15 °C von November bis März. Der Jahresniederschlag liegt bei knapp 500 mm, von April bis Oktober herrscht eine Trockenzeit mit Monatsniederschlägen von weniger als 20 mm, nur im Januar und Februar werden Monatswerte von knapp über 100 mm erreicht.

## Verkehrsnetz
Pampa Churo liegt in einer Entfernung von 286 Straßenkilometern nordwestlich von Potosí, der Hauptstadt des Departamento Potosí.
Von Potosí führt die asphaltierte Nationalstraße Ruta 1 in nördlicher Richtung 111 Kilometer nach Cruce Culta. Von dort führt eine Landstraße in nordöstlicher Richtung bis zur Ortschaft Macha und trifft dort auf die Ruta 6.
Man folgt der Ruta 6 nach Nordwesten über Huancarani, Pocoata und Tacopalca nach Chuquihuta. Von dort aus sind es noch einmal 30 Kilometer bis Laguna an der Laguna Lagunillas. Anderthalb Kilometer nach Lagunillas bei dem Ort Villque verlässt man die Ruta 6 in nördlicher Richtung auf einer Nebenstraße und erreicht Chayanta nach weiteren zehn Kilometern. Von Chayanta aus fährt man weiter in nordöstlicher Richtung über Irupata in das 16 Kilometer entfernte Colloma am Río Chayanta.
Die Straße verlässt Colloma am nordöstlichen Ortsrand, und man folgt ihr dreizehn Kilometer bis auf eine Höhe von 4050 Meter. Hier zweigt eine Nebenstraße in nordwestlicher Richtung ab und erreicht die Ortschaft Charca Mikani nach drei Kilometern. Nach fünf weiteren Kilometern führt eine Seitenstraße in nordöstlicher Richtung zu dem 300 Meter entfernten Río Charca, durchquert den Fluss, und erreicht über Pichata nach sieben Kilometern Pampa Churo.

## Bevölkerung
Die Einwohnerzahl der Ortschaft ist zwischen den beiden letzten Volkszählungen um ein Drittel angestiegen:
| Jahr | Einwohner         | Quelle       |
| ---- | ----------------- | ------------ |
| 1992 | keine Detaildaten | Volkszählung |
| 2001 | 258               | Volkszählung |
| 2012 | 335               | Volkszählung |
| 2024 |                   | Volkszählung |

Die Region weist einen hohen Anteil an Quechua-Bevölkerung auf, im Municipio Chayanta sprechen 95,5 Prozent der Bevölkerung Quechua.